# Августин (албум)
Вижте пояснителната страница за други значения на Августин.
Августин е шестнадесети студиен албум на Валери Леонтиев. Издаден е от собствен лейбъла VL-Studio и включва 16 песни. Едноименната песен от албума „Августин“ е създаден на базата на австрийската народна песен „Уважаеми Августин“. Песен „Загляните на Гаити“ написана от известен певец и бард Вячеслав Малежик.

## Песни от албума
1. Августин
2. Безымянная планета
3. Люблю ветер
4. Пароход
5. По дороге в светлую обитель
6. Если ты уйдешь
7. Секундомер
8. Волчья страсть
9. Я не плейбой
10. Отраженья
11. Загляните на Гаити
12. Ураган „Сюзанна“
13. Рыжий кот
14. Время
15. Банановая республика
16. До свиданья, Килиманджаро